# Morti nel 2023/Giugno
| Questa pagina contiene informazioni ricavate automaticamente dalle voci biografiche con l'ausilio del template Bio e di un bot. L'aggiornamento è periodico e automatico e ricostruisce completamente la pagina. Se manca una persona in questa lista, sei pregato di non aggiungerla, ma accertati piuttosto che la sua voce biografica contenga il template Bio e che i dati anagrafici siano correttamente compilati. Se il template Bio manca, inseriscilo tu stesso o, in alternativa, metti l'avviso {{tmp\|Bio}} che ne segnala la mancanza. Se i dati riportati sono sbagliati, correggi direttamente la voce biografica; le modifiche saranno visibili in questa lista entro pochi giorni. Per chiarimenti vedi il progetto biografie. La lista contiene solo le 186 persone che sono citate nell'enciclopedia e per le quali è stato implementato correttamente il template Bio. Pagina aggiornata al 10 ago 2025. |

- 1º giugno - Margit Carstensen, attrice tedesca (n. 1940)
- 1º giugno - Michele Di Martino, politico italiano (n. 1930)
- 1º giugno - David Jones, velocista britannico (n. 1940)
- 1º giugno - Alan Newton, pistard britannico (n. 1931)
- 1º giugno - Marcello Picone, ingegnere italiano (n. 1929)
- 1º giugno - Philippe Pozzo di Borgo, nobile, imprenditore e scrittore francese (n. 1951)
- 1º giugno - Reinhold Senn, slittinista austriaco (n. 1936)
- 1º giugno - Cynthia Weil, compositrice, musicista e paroliera statunitense (n. 1940)
- 2 giugno - Willie Marshall, hockeista su ghiaccio canadese (n. 1931)
- 2 giugno - Achille Ottaviani, giornalista e politico italiano (n. 1950)
- 2 giugno - Kaija Saariaho, compositrice finlandese (n. 1952)
- 3 giugno - Jim Hines, velocista e giocatore di football americano statunitense (n. 1946)
- 3 giugno - Michael Jarboe Sheehan, arcivescovo cattolico statunitense (n. 1939)
- 4 giugno - Mariano Arana, politico e architetto uruguaiano (n. 1933)
- 4 giugno - Macram Max Gassis, vescovo cattolico sudanese (n. 1938)
- 4 giugno - Paul Judson, cestista e allenatore di pallacanestro statunitense (n. 1934)
- 4 giugno - Luciana Lagorara, ginnasta italiana (n. 1936)
- 4 giugno - Luigi Marrucci, vescovo cattolico italiano (n. 1945)
- 4 giugno - Zdenek Pouzar, micologo ceco (n. 1932)
- 4 giugno - Aldo Vitale, dirigente sportivo italiano (n. 1931)
- 4 giugno - George Winston, pianista statunitense (n. 1949)
- 5 giugno - Astrud Gilberto, cantante brasiliana (n. 1940)
- 5 giugno - Robert Hanssen, agente segreto statunitense (n. 1944)
- 5 giugno - Vadym Malachatko, scacchista ucraino (n. 1977)
- 5 giugno - John Morris, avvocato e politico britannico (n. 1931)
- 5 giugno - Roman Aleksandrovič Vorob’ëv, militare russo (n. 1996)
- 6 giugno - Pat Cooper, attore statunitense (n. 1929)
- 6 giugno - Maria Doris, cantante italiana (n. 1933)
- 6 giugno - Gints Freimanis, calciatore lettone (n. 1985)
- 6 giugno - Françoise Gilot, pittrice francese (n. 1921)
- 6 giugno - Lino Jordan, biatleta italiano (n. 1944)
- 6 giugno - Mike McFarlane, velocista britannico (n. 1960)
- 6 giugno - Tom McGinnis, golfista statunitense (n. 1947)
- 7 giugno - Marino Busdachin, politico e attivista italiano (n. 1956)
- 7 giugno - Irma Capece Minutolo, cantante lirica e attrice italiana (n. 1935)
- 7 giugno - The Iron Sheik, wrestler e lottatore iraniano (n. 1942)
- 7 giugno - Don Lancaster, ingegnere, informatico e scrittore statunitense
- 7 giugno - Red Morrison, cestista statunitense (n. 1932)
- 7 giugno - Toto Torquati, pianista, tastierista e arrangiatore italiano (n. 1942)
- 7 giugno - Raffaele de Marinis, archeologo e funzionario italiano (n. 1941)
- 8 giugno - Klaus Beer, lunghista tedesco (n. 1942)
- 8 giugno - Guido Bodrato, politico e economista italiano (n. 1933)
- 8 giugno - Julie Garwood, scrittrice statunitense (n. 1944)
- 8 giugno - Véronique Jardin, nuotatrice francese (n. 1966)
- 8 giugno - Renato Longo, ciclocrossista e ciclista su strada italiano (n. 1937)
- 8 giugno - Domingo Perurena, ciclista su strada spagnolo (n. 1943)
- 8 giugno - Ralé Rašić, allenatore di calcio e calciatore jugoslavo (n. 1935)
- 8 giugno - Pat Robertson, pastore protestante, predicatore e politico statunitense (n. 1930)
- 8 giugno - Gary Turner, cestista statunitense (n. 1942)
- 9 giugno - Paul D. Hanson, orientalista e traduttore statunitense (n. 1939)
- 9 giugno - Denis Kessler, imprenditore francese (n. 1952)
- 9 giugno - Butch Martin, hockeista su ghiaccio canadese (n. 1929)
- 9 giugno - Helmar Müller, velocista tedesco (n. 1939)
- 9 giugno - Alain Touraine, sociologo francese (n. 1925)
- 10 giugno - Clive Barker, allenatore di calcio sudafricano (n. 1944)
- 10 giugno - Theodore Kaczynski, terrorista e anarchico statunitense (n. 1942)
- 10 giugno - Jari Niinimäki, calciatore finlandese (n. 1957)
- 10 giugno - Nuccio Ordine, storico della letteratura, saggista e critico letterario italiano (n. 1958)
- 10 giugno - Roger Payne, biologo e ambientalista statunitense (n. 1935)
- 10 giugno - Jim Turner, giocatore di football americano statunitense (n. 1941)
- 11 giugno - Stanley Clinton Davis, politico britannico (n. 1928)
- 11 giugno - Jean Wicki, bobbista svizzero (n. 1933)
- 12 giugno - Silvio Berlusconi, imprenditore e politico italiano (n. 1936)
- 12 giugno - Rodolfo Biazon, politico e generale filippino (n. 1935)
- 12 giugno - Paolo Di Paolo, fotografo italiano (n. 1925)
- 12 giugno - Mette Gjerskov, politica danese (n. 1966)
- 12 giugno - Harvey Glance, velocista statunitense (n. 1957)
- 12 giugno - Sergej Gorjačev, generale russo (n. 1970)
- 12 giugno - Masaaki Imai, economista giapponese (n. 1930)
- 12 giugno - Reggie Moore, cestista statunitense (n. 1981)
- 12 giugno - Francesco Nuti, attore, regista e sceneggiatore italiano (n. 1955)
- 12 giugno - John Romita Sr., fumettista statunitense (n. 1930)
- 12 giugno - Dick Welsh, cestista statunitense (n. 1933)
- 12 giugno - Treat Williams, attore e cantante statunitense (n. 1951)
- 12 giugno - Vjačeslav Zajcev, pallavolista e allenatore di pallavolo sovietico (n. 1952)
- 13 giugno - Philippe Borer, violinista e insegnante svizzero (n. 1955)
- 13 giugno - Edward Fredkin, fisico statunitense (n. 1934)
- 13 giugno - James Edward Goettsche, organista statunitense (n. 1942)
- 13 giugno - Knut Kolle, calciatore norvegese (n. 1945)
- 13 giugno - Viktor Lisickij, ginnasta sovietico (n. 1939)
- 13 giugno - Cormac McCarthy, scrittore, drammaturgo e sceneggiatore statunitense (n. 1933)
- 13 giugno - Paul Rendall, rugbista a 15 britannico (n. 1954)
- 14 giugno - Raimondo Crociani, montatore italiano (n. 1946)
- 14 giugno - John Hollins, calciatore e allenatore di calcio inglese (n. 1946)
- 14 giugno - Roman Jackiw, fisico polacco (n. 1939)
- 14 giugno - John Pelling, schermidore britannico (n. 1936)
- 14 giugno - Sharda Rajan Iyengar, cantante indiana (n. 1937)
- 14 giugno - Maurice Taylor, vescovo cattolico britannico (n. 1926)
- 14 giugno - Vladimir Šmelëv, pentatleta sovietico (n. 1946)
- 15 giugno - Glenda Jackson, attrice e politica britannica (n. 1936)
- 15 giugno - Michele Jamiolkowski, ingegnere e geologo polacco (n. 1932)
- 15 giugno - Antonio Jiménez Quiles, ciclista su strada spagnolo (n. 1934)
- 15 giugno - Gordon McQueen, calciatore e allenatore di calcio scozzese (n. 1952)
- 15 giugno - Luiz Schiavon, cantante, musicista e compositore brasiliano (n. 1958)
- 16 giugno - Bob Brown, giocatore di football americano statunitense (n. 1941)
- 16 giugno - Daniel Ellsberg, economista e attivista statunitense (n. 1931)
- 16 giugno - Ben Helfgott, sollevatore e attivista britannico (n. 1929)
- 16 giugno - Gino Mäder, ciclista su strada e pistard svizzero (n. 1997)
- 16 giugno - Pippo Patruno, artista e docente italiano (n. 1955)
- 16 giugno - Alfredo Rojas, calciatore argentino (n. 1937)
- 16 giugno - Paxton Whitehead, attore britannico (n. 1937)
- 17 giugno - Michael Hopkins, architetto britannico (n. 1935)
- 17 giugno - Bill James, scrittore gallese (n. 1929)
- 17 giugno - Pina Majone Mauro, poetessa e scrittrice italiana (n. 1929)
- 17 giugno - Zino Zani, calciatore e chimico italiano (n. 1942)
- 18 giugno - Big Pokey, rapper statunitense (n. 1982)
- 18 giugno - Adriano Mazzoletti, giornalista, scrittore e conduttore radiofonico italiano (n. 1935)
- 18 giugno - Graziano Origa, artista, giornalista e illustratore italiano (n. 1952)
- 18 giugno - Swan, ballerino e coreografo italiano (n. 1982)
- 18 giugno - Guido Pollice, politico italiano (n. 1938)
- 18 giugno - Franco Voltaggio, filosofo e storico della scienza italiano (n. 1934)
- 19 giugno - Karolis Chvedukas, calciatore lituano (n. 1991)
- 19 giugno - Marie-Pierre Duhamel-Müller, regista, traduttrice e critica cinematografica francese (n. 1952)
- 19 giugno - Vasyl' Ovsijenko, scrittore e attivista ucraino (n. 1949)
- 19 giugno - Gaetano Troja, calciatore e allenatore di calcio a 5 italiano (n. 1944)
- 20 giugno - Choi Sung-bong, cantante sudcoreano (n. 1990)
- 20 giugno - Clark Haggans, giocatore di football americano statunitense (n. 1977)
- 20 giugno - El Pasador, compositore, tastierista e arrangiatore italiano (n. 1932)
- 21 giugno - Bruce Bourke, nuotatore e pallanuotista australiano (n. 1929)
- 21 giugno - Massimo Ciulli, arbitro di calcio italiano (n. 1940)
- 21 giugno - Guillermo Escalada, calciatore uruguaiano (n. 1936)
- 21 giugno - Lucia Hippolito, giornalista, personaggio televisivo e politologa brasiliana (n. 1950)
- 21 giugno - Mario Perani, politico italiano (n. 1936)
- 21 giugno - Eugenio Ragni, critico letterario, filologo e traduttore italiano (n. 1933)
- 21 giugno - Nora Watkins, allenatrice di calcio e calciatrice neozelandese (n. 1957)
- 21 giugno - Franco Zagari, architetto italiano (n. 1945)
- 22 giugno - Peter Brötzmann, sassofonista e clarinettista tedesco (n. 1941)
- 22 giugno - Stéphane Demol, calciatore e allenatore di calcio belga (n. 1966)
- 22 giugno - Gladys Gaitán, cestista argentina
- 22 giugno - Horst-Dieter Höttges, calciatore tedesco (n. 1943)
- 22 giugno - Wolfgang Krüger, calciatore tedesco (n. 1953)
- 22 giugno - Harry Markowitz, economista statunitense (n. 1927)
- 22 giugno - Ronnie Nolan, calciatore irlandese (n. 1933)
- 22 giugno - Hubert Vogelsinger, allenatore di calcio e saggista austriaco (n. 1938)
- 23 giugno - Luigi Chieco Bianchi, oncologo e patologo italiano (n. 1933)
- 23 giugno - Margia Dean, attrice statunitense (n. 1922)
- 23 giugno - Arlette Faidiga, nuotatrice italiana (n. 1938)
- 23 giugno - Frederic Forrest, attore statunitense (n. 1936)
- 23 giugno - Rocky Gattellari, pugile australiano (n. 1941)
- 23 giugno - Sheldon Harnick, paroliere e librettista statunitense (n. 1924)
- 23 giugno - Betta St. John, attrice statunitense (n. 1929)
- 24 giugno - Claude Barzotti, cantante belga (n. 1953)
- 24 giugno - Ian Browne, pistard australiano (n. 1931)
- 24 giugno - Alberto Garutti, artista italiano (n. 1948)
- 24 giugno - Leo Insam, hockeista su ghiaccio italiano (n. 1975)
- 24 giugno - Margaret McDonagh, politica britannica (n. 1961)
- 24 giugno - Franco Mariano Mulas, medico e politico italiano (n. 1942)
- 24 giugno - Cédric Roussel, calciatore belga (n. 1978)
- 24 giugno - Dean Smith, velocista, stuntman e attore statunitense (n. 1932)
- 24 giugno - Odile Vouaux, nuotatrice francese (n. 1934)
- 25 giugno - John B. Goodenough, fisico e chimico statunitense (n. 1922)
- 25 giugno - Sandro Boccardi, poeta, musicologo e curatore editoriale italiano (n. 1932)
- 25 giugno - Simon Crean, politico australiano (n. 1949)
- 25 giugno - Elizabeth Greene, sciatrice alpina canadese (n. 1941)
- 25 giugno - Mario Masiero, politico italiano (n. 1936)
- 26 giugno - Oscar Arizaga, calciatore peruviano (n. 1957)
- 26 giugno - Craig Brown, calciatore e allenatore di calcio scozzese (n. 1940)
- 26 giugno - Nicolas Coster, attore britannico (n. 1933)
- 26 giugno - Elio Giovannini, politico e sindacalista italiano (n. 1929)
- 26 giugno - David Ogilvy, XIII conte di Airlie, nobile scozzese (n. 1926)
- 26 giugno - Lloyd Erskine Sandiford, politico e diplomatico barbadiano (n. 1937)
- 26 giugno - Vladimir Sedov, sollevatore kazako (n. 1988)
- 27 giugno - Evelyn Boyd Granville, matematica e programmatrice statunitense (n. 1924)
- 27 giugno - Italo Lupi, grafico, architetto e giornalista italiano (n. 1934)
- 27 giugno - Ryan Mallett, giocatore di football americano statunitense (n. 1988)
- 27 giugno - Pascal Mercier, scrittore e filosofo svizzero (n. 1944)
- 27 giugno - Carmen Sevilla, attrice, cantante e ballerina spagnola (n. 1930)
- 28 giugno - Corazon Nuñez Malanyaon, politica filippina (n. 1949)
- 28 giugno - Lowell Weicker, politico statunitense (n. 1931)
- 29 giugno - Alan Arkin, attore e regista statunitense (n. 1934)
- 29 giugno - Marco Flavio Cirillo, politico italiano (n. 1960)
- 29 giugno - Francesco De Bartolomeis, pedagogista, critico d'arte e politico italiano (n. 1918)
- 29 giugno - Don Kennedy, conduttore radiofonico, conduttore televisivo e doppiatore statunitense (n. 1930)
- 29 giugno - Willie Christine King, scrittrice, insegnante e attivista statunitense (n. 1927)
- 29 giugno - Alysson Paulinelli, politico, agronomo e funzionario brasiliano (n. 1936)
- 29 giugno - Barry Phillips-Moore, tennista australiano (n. 1937)
- 29 giugno - Tapley Seaton, politico nevisiano (n. 1950)
- 29 giugno - Lilian Terry, cantante, compositrice e conduttrice televisiva italiana (n. 1930)
- 29 giugno - Angel Wagenstein, scrittore e regista bulgaro (n. 1922)
- 30 giugno - Monte Cazazza, musicista e compositore statunitense (n. 1954)
- 30 giugno - Darren Drozdov, wrestler e giocatore di football americano statunitense (n. 1969)
- 30 giugno - Mĩcere Gĩthae Mũgo, drammaturga e scrittrice keniana (n. 1942)
- 30 giugno - Peter Horbury, designer britannico (n. 1950)
- 30 giugno - Carlos Alberto Montaner, scrittore e giornalista cubano (n. 1943)
- 30 giugno - Vahidin Musemić, calciatore jugoslavo (n. 1946)
- 30 giugno - Mario Virano, architetto e dirigente d'azienda italiano (n. 1944)